# الکساندر لگکوف
الکساندر لگکوف (روسی: Алекса́ндр Геннáдьевич Легков؛ زادهٔ ۷ مهٔ ۱۹۸۳) اسکی‌باز صحرانوردی اهل روسیه است.
وی همچنین برندهٔ جوایزی همچون نشان دوستی شده‌است.